# Pyrulofusus harpa
Pyrulofusus harpa är en snäckart som först beskrevs av Mörch 1857.  Pyrulofusus harpa ingår i släktet Pyrulofusus och familjen valthornssnäckor. Inga underarter finns listade i Catalogue of Life.